# Hôtel de Béthune-Charost
L'hôtel de Béthune-Charost est un hôtel particulier situé à Fontainebleau, en France.

## Situation et accès
L’édifice est situé dans la rue d'Avon, au sud du centre-ville de Fontainebleau. Plus largement, il se trouve dans le département de Seine-et-Marne, en région Île-de-France.

## Histoire
Un acte daté du 17 novembre 1739 fait à la requête de Marthe-Élisabeth de Roye de La Rochefoucault et de Rozey, mineure et déjà veuve de François de Béthune, duc d'Ancenis, seigneur d'Antraigues, capitaine des gardes du corps du roi, indique que les dépendances de l'hôtel de Toulouse, rue Basse (actuelle rue du Château) sont également occupées par les gens de son défunt époux. En 1771, des réparations sont faites pour le passage de l'aqueduc du roi, à l'hôtel de Béthune, sis entre les hôtels de Toulouse et de Rohan. Le 15 juin 1790, on procède à l'inventaire des meubles dépendant de la succession du marquis de Béthune, mais on n'y trouve que quelques vieux fauteuils et ustensils de cuisine évalués à la somme de 187 livres. L'hôtel est en effet abandonné depuis quelques années ; il est même dû à Hubert Ronssin, maître charpentier, la somme de 266 livres, pour travaux faits en 1777, et à la veuve Dubeau, concierge, plusieurs années « du droit de boues et lanternes » (taxe de balayage et éclairage), par elles avancées. L'inventaire du 15 juin 1790 est fait à la requête d'Antoinette-Louis-Marie Crozat de Thiers, comtesse de Béthune, veuve de Jean-Charles-Casimir-Léon, comte de Béthune, brigadier des armées du roi, liteutenant général de la province d'Artois, gouverneur des ville et citadelle d'Arras, chevalier d'Adélaïde de France.
Le 6 frimaire an II (26 novembre 1793), on procède à la vente de la maison « ci-devant dite hôtel de Béthune-Charost », située rue d'Avon, ci-devant possédée par l'émigré Béthune-Charost, contenant en superficie, compris cour et jardin, 440 toises 4 pieds. Le 9 mars 1840, le propriétaire Fontaine vend l'hôtel à Fouquet « tenant au château d'eau d'un bout ; à M. Thomas d'un long ». Le 6 juillet 1865, la veuve de ce dernier revend à son tour pour le même prix la propriété au compte de Mory de Neuflieux, ancien inspecteur des Forêts de la Couronne. Surtout, entre 1852 et 1855 ou 1856, c'est dans cet immeuble qu'est installée la sous-préfecture de Fontainebleau qui voit alors la succession des sous-préfets Juteau (à partir du 1er février 1852) et Guibourg (à partir du 17 août 1853),. Vers 1901, elle passe aux mains par la baronne d'Arcy, née de Larminat. Parmi les autres propriétaires, on cite : Prinet, Louvet, Bonnissant, Poussaint, Gillet, Caly, Simon Thomas, Leclercq, Viéville, Bardonnet des Martels, Salmon et Houzeau, veuve Vallée.